# 陳思思
陳 思思（チェン・スースー、1976年12月28日 - ）は、中華人民共和国の軍隊歌手。政府から中国国家一級演員に認定されている。国務院からの特別政府手当てを受けている。全国政協委員、全国青連常委、第十回全国人大代表。現職は中国人民解放軍第二炮兵政治部文工団副団長。「新民歌一姐」とも呼ばれている。

## 略歴
1976年12月28日、湖南省常徳市で生まれた。
湖南省常徳市第七中学を卒業。1990年、湖南湘西で有名な懐化学院で学んだ後、湖南師範大学音楽系で音楽への造詣を深めた。1999年に中国人民解放軍芸術学院に入学、金鉄霖と李双江に師事した。
1999年、中国人民解放軍第二炮兵政治部文工団に入団、独唱歌手を担当。
2003年、第十回全国人大代表当選。
2009年10月、中華人民共和国建国60周年記念アルバム「我的祖国我的家」発売。同年、また台湾との両岸関係を題材にした「両岸同歌」という歌を歌い、台湾でも広く知られており「小鄧麗君」(小さなテレサ・テン)と呼ばれている。陳思思は台湾で個人コンサートの第1位の中国人である。
2010年11月、中国人民解放軍第二炮兵政治部文工団副団長に昇進。
2012年5月20日、香港回帰15周年演唱会に出演。

## 代表曲
- 中国夢
- 納西情歌
- 自君別後
- 美麗之路
- 夢入桃花源
- 共度好時光
- 天天月円
- 緑色背影
- 笑口常開
- 祖国你在我心上
- 等你回来
- 阿妹是月亮

## ディスコグラフィ
- 情哥哥去南方
- 劉三姐
- 中国女孩
- 你譲我感動
- 共度好時光
- 錦繍年代
- 我的祖国我的家
- 愛的旅途
- 辛亥百年
- 我愛你香港
- 献礼祖国
- 中国夢

## 著書
- (中国語) 『思路花語』. 百花文芸出版社. ISBN 9787530649695

## 主な賞歴
1995年、『情哥哥去南方』—MTV電視大賽銀賞
1997年、『情哥哥去南方』—中央広播電視台最喜愛歌手
2001年、第六回中国音楽電視大賽金賞
2002年、中国電視大賽金賞
2003年、中国電視「金鷹賞」金賞
2003年、全国電視文芸「星光賞」
2003年、『天邊有個你』—全国軍旅歌曲大賽演唱金賞
2004年、中国民歌榜最受歡迎歌手賞
2004年、中宣部「五个一工程」賞
2004年、火箭兵最喜愛歌手評選第一名
2004年、中央人民広播電台全国聴衆最受歡迎女歌手賞
2004年、CCTV—MTV「音楽盛典」最佳女民歌手賞
2004年、第十一回全球華語音楽榜中榜最佳民歌手賞
2005年、第十一回中央人民広播電台全国聴衆最受歡迎女歌手賞
2006年、「東南勁爆音楽榜」最佳民歌手賞
2007年、CCTV—MTV「音楽盛典」最佳女民歌手賞
2007年、第八回中国芸術節文華表演賞
2009年、中国金唱片賞
2009年、全軍文芸匯演一等賞
2011年、BQ紅人榜最受歡迎民歌手